# یواس‌اس ناچز (۱۸۲۷)
یواس‌اس ناچز (۱۸۲۷) (به انگلیسی: USS Natchez (1827)) یک کشتی بود که طول آن ۱۲۷ فوت (۳۹ متر) بود. این کشتی در سال ۱۸۲۷ ساخته شد.